# Wilson Benge
Wilson Benge (Greenwich, Londres, Anglaterra, 1875 - Hollywood, Califòrnia, EUA, 1955) va ser un actor anglès conegut popularment pel seu treball en el cinema mut dels Estats Units. Treballà amb actors com Charles Coleman o Robert Greig, i els seus papers més famosos són aquells en els que encarnava majordoms. També foren notables les seves aparicions en el gènere de la comèdia. Participà en pel·lícules fins al mateix any de la seva mort.

## Filmografia
- Robin Hood (1922)
- Do Detectives Think (1927)
- You're Darn Tootin' (1928)
- Bulldog Drummond (1929)
- Untamed (1929)
- Queen Kelly (1929)
- Raffles (1930)
- Scram! (1932)
- Dodsworth (1936)
- The Spider Woman (1944)
- House of Fear (1945)
- Pursuit to Algiers (1945)
- Dressed to Kill (1946)
- The Three Musketeers (1948)
- The Scarlet Coat (1955)